# 100 mètres haies aux championnats du monde d'athlétisme 2017
Pour un article plus général, voir Championnats du monde d'athlétisme 2017.
Navigation
Pékin 2015 Doha 2019
L'épreuve du 100 mètres haies des championnats du monde de 2017 se déroule les 11 et 12 août 2017 dans le Stade olympique de Londres, au Royaume-Uni. Elle est remportée par l'Australienne Sally Pearson.

## Critères de qualification
Pour se qualifier pour les championnats, il faut avoir réalisé 12 s 98 ou moins entre le 1er octobre 2016 et le 23 juillet 2017.

## Médaillées
| Or            | Argent             | Bronze            |
| Sally Pearson | Dawn Harper-Nelson | Pamela Dutkiewicz |

## Résultats

### Finale
| Rang               | Athlète            | Temps             | Réaction | Notes |
| ------------------ | ------------------ | ----------------- | -------- | ----- |
| Médaille d'or      | Sally Pearson      | 12 s 59           | 0 s 127  |       |
| Médaille d'argent  | Dawn Harper-Nelson | 12 s 63           | 0 s 167  |       |
| Médaille de bronze | Pamela Dutkiewicz  | 12 s 72           | 0 s 143  |       |
| 4                  | Kendra Harrison    | 12 s 74 (.736 ms) | 0 s 146  |       |
| 5                  | Christina Manning  | 12 s 74 (.737 ms) | 0 s 183  |       |
| 6                  | Alina Talay        | 12 s 81           | 0 s 139  | SB    |
| 7                  | Nadine Visser      | 12 s 83           | 0 s 154  |       |
| 8                  | Nia Ali            | 13 s 04           | 0 s 149  |       |

### Demi-finales
Les deux premières de chaque série (Q) et les 2 meilleurs temps (q) se qualifient pour la finale.
| Rang | Série | Ligne | Nom                  | Nationalité | Temps | Notes |
| ---- | ----- | ----- | -------------------- | ----------- | ----- | ----- |
| 1    | 1     | 6     | Sally Pearson        | Australie   | 12.53 | Q     |
| 2    | 3     | 7     | Dawn Harper-Nelson   | États-Unis  | 12.63 | Q, SB |
| 3    | 3     | 4     | Pamela Dutkiewicz    | Allemagne   | 12.71 | Q     |
| 4    | 2     | 5     | Christina Manning    | États-Unis  | 12.71 | Q     |
| 5    | 1     | 4     | Nia Ali              | États-Unis  | 12.79 | Q     |
| 6    | 1     | 7     | Nadine Visser        | Pays-Bas    | 12.83 | q     |
| 7    | 2     | 6     | Alina Talay          | Biélorussie | 12.85 | q, SB |
| 8    | 3     | 6     | Kendra Harrison      | États-Unis  | 12.86 | q     |
| 9    | 3     | 5     | Isabelle Pedersen    | Norvège     | 12.87 |       |
| 10   | 2     | 7     | Yanique Thompson     | Jamaïque    | 12.88 |       |
| 11   | 1     | 5     | Megan Simmonds       | Jamaïque    | 12.93 |       |
| 12   | 3     | 9     | Rushelle Burton      | Jamaïque    | 12.94 |       |
| 13   | 3     | 2     | Devynne Charlton     | Bahamas     | 12.95 |       |
| 14   | 2     | 9     | Oluwatobiloba Amusan | Nigeria     | 13.04 |       |
| 15   | 1     | 8     | Phylicia George      | Canada      | 13.04 |       |
| 16   | 3     | 8     | Hanna Plotitsyna     | Ukraine     | 13.08 |       |
| 17   | 1     | 3     | Ricarda Lobe         | Allemagne   | 13.11 |       |
| 18   | 2     | 4     | Danielle Williams    | Jamaïque    | 13.14 |       |
| 19   | 2     | 8     | Elvira Herman        | Biélorussie | 13.16 |       |
| 20   | 1     | 2     | Lindsay Lindley      | Nigeria     | 13.18 |       |
| 21   | 2     | 3     | Michelle Jenneke     | Australie   | 13.25 |       |
| 22   | 3     | 3     | Sharona Bakker       | Pays-Bas    | 13.29 |       |
| 23   | 2     | 2     | Ayako Kimura         | Japon       | 13.29 |       |
| 24   | 1     | 9     | Anne Zagré           | Belgique    | 13.34 |       |

### Séries
Les 4 premières de chaque série (Q) et les 4 plus rapides se qualifient pour les demi-finales.
| Rang | Série | Ligne | Nom                  | Nationalité       | Temps             | Notes |
| ---- | ----- | ----- | -------------------- | ----------------- | ----------------- | ----- |
| 1    | 3     | 2     | Kendra Harrison      | États-Unis        | 12 s 60           | Q     |
| 2    | 1     | 5     | Danielle Williams    | Jamaïque          | 12 s 66           | Q     |
| 3    | 4     | 6     | Sally Pearson        | Australie         | 12 s 72           | Q     |
| 4    | 1     | 6     | Pamela Dutkiewicz    | Allemagne         | 12 s 74           | Q     |
| 5    | 2     | 6     | Megan Simmonds       | Jamaïque          | 12 s 78           | Q     |
| 6    | 5     | 9     | Christina Manning    | États-Unis        | 12 s 87           | Q     |
| 7    | 4     | 3     | Dawn Harper-Nelson   | États-Unis        | 12 s 88 (.875 ms) | Q     |
| 8    | 3     | 8     | Alina Talay          | Biélorussie       | 12 s 88 (.876 ms) | Q, SB |
| 9    | 3     | 3     | Yanique Thompson     | Jamaïque          | 12 s 88 (.877 ms) | Q     |
| 10   | 2     | 7     | Nia Ali              | États-Unis        | 12 s 93           | Q     |
| 11   | 1     | 2     | Isabelle Pedersen    | Norvège           | 12 s 94 (.935 ms) | Q     |
| 12   | 4     | 2     | Rushelle Burton      | Jamaïque          | 12 s 94 (.936 ms) | Q     |
| 13   | 5     | 6     | Nadine Visser        | Pays-Bas          | 12 s 96           | Q     |
| 14   | 5     | 8     | Oluwatobiloba Amusan | Nigeria           | 12 s 97 (.965 ms) | Q     |
| 15   | 1     | 3     | Anne Zagré           | Belgique          | 12 s 97 (.966 ms) | Q     |
| 16   | 2     | 8     | Phylicia George      | Canada            | 13 s 01 (.003 ms) | Q     |
| 17   | 5     | 3     | Elvira Herman        | Biélorussie       | 13 s 01 (.004 ms) | Q     |
| 18   | 4     | 9     | Hanna Plotitsyna     | Ukraine           | 13 s 01 (.008 ms) | Q     |
| 19   | 3     | 9     | Devynne Charlton     | Bahamas           | 13 s 02           | Q     |
| 20   | 3     | 5     | Lindsay Lindley      | Nigeria           | 13 s 07           | q     |
| 21   | 4     | 4     | Ricarda Lobe         | Allemagne         | 13 s 08           | q     |
| 22   | 3     | 4     | Michelle Jenneke     | Australie         | 13 s 11           | q     |
| 23   | 1     | 7     | Sharona Bakker       | Pays-Bas          | 13 s 12           | q     |
| 24   | 3     | 6     | Elisávet Pesirídou   | Grèce             | 13 s 14 (.134 ms) |       |
| 25   | 5     | 5     | Nadine Hildebrand    | Allemagne         | 13 s 14 (.137 ms) |       |
| 26   | 1     | 9     | Gréta Kerekes        | Hongrie           | 13 s 15 (.147 ms) |       |
| 27   | 2     | 5     | Ayako Kimura         | Japon             | 13 s 15 (.149 ms) | Q     |
| 28   | 2     | 9     | Luca Kozák           | Hongrie           | 13 s 17           |       |
| 29   | 2     | 4     | Tiffany Porter       | Royaume-Uni       | 13 s 18           |       |
| 30   | 5     | 2     | Angela Whyte         | Canada            | 13 s 23           |       |
| 31   | 4     | 5     | Hitomi Shimura       | Japon             | 13 s 29           |       |
| 32   | 2     | 3     | Eefje Boons          | Pays-Bas          | 13 s 34           |       |
| 33   | 4     | 8     | Eline Berings        | Belgique          | 13 s 35           |       |
| 34   | 5     | 7     | Jung Hye-lim         | Corée du Sud      | 13 s 37           |       |
| 35   | 4     | 7     | Marthe Koala         | Burkina Faso      | 13 s 38           |       |
| 36   | 1     | 8     | Fabiana Moraes       | Brésil            | 13 s 40           |       |
| 37   | 1     | 4     | Alicia Barrett       | Royaume-Uni       | 13 s 42           |       |
| 38   | 2     | 2     | Mulern Jean          | Haïti             | 13 s 63           |       |
| 39   | 3     | 7     | Lina Ahmed           | Égypte            | 13 s 78           | SB    |
| —    | 5     | 4     | Deborah John         | Trinité-et-Tobago | DNF               |       |

## Légende
Records et Performances
- AR : Record continental (area record)
- CR : Record des championnats (championship record)
- MR : Record du meeting (meet record)
- NR : Record national (national record)
- OR : Record olympique (olympic record)
- PR : Record paralympique (paralympic record)
- PB : Record personnel (personal best)
- SB : Meilleure performance personnelle de la saison (season's best)
- WL : Meilleure performance mondiale de l'année (world leader)
- WJR : Record du monde junior (world junior record)
- WR : Record du monde (world record)

Circonstances et Conditions
- DNF : N'a pas terminé (did not finish)
- DNS : N'a pas pris le départ (did not start)
- DQ : Disqualification (disqualification)
- NM : Aucun essai valable enregistré (No Mark)
- Q : Qualifié « directement » au prochain tour (ou à la prochaine compétition), lors d'une compétition majeure, grâce au classement ou à la réalisation des minima (automatic qualifier)
- q : Qualifié au prochain tour (ou à la prochaine compétition), lors d'une compétition majeure, grâce au repêchage ou à la réalisation de l'une des meilleures performances parmi celles des « non qualifiés directement » (grâce au meilleur temps ou à la meilleure distance par exemple) (secondary qualifier)